# El nen i el món
El nen i el món (títol original en portuguès: O Menino e o Mundo) és una pel·lícula d'aventura d'animació brasilera de 2013 escrita i dirigida per Alê Abreu. Va ser nominada als Premis Oscar 2015 com a millor pel·lícula d'animació. La pel·lícula va ser creada utilitzant una barreja de dibuix, pintura i animació digital. Ha estat doblada al català.

## Argument
Cuca viu una vida molt senzilla i feliç amb els seus pares. Es passa els dies jugant al bosc, interactuant amb els animals i escoltant diversos sons (representats per boles de llum brillants). Un dia, el pare de la Cuca marxa amb tren a buscar feina, entristint la Cuca amb la nostàlgia de jugar amb la seva mare i el seu pare. Assumint que mai més serà no feliç, Cuca marxa amb una gran maleta que només conté una foto d'ell i dels seus pares. Mentre espera el tren, una sobtada ràfega de vent l'aixeca i el porta lluny a un món que sembla tenir dues llunes.
Cuca és rescatat per un vell i el seu gos, que ràpidament el porten a treballar al costat d'ells als camps de cotó. Allà, Cuca escolta la música d'una desfilada itinerant dirigida per un jove amb un ponxo d'arc de Sant Martí. El capatàs dels camps de cotó recorre els seus treballadors i acomiada els que no poden per edat avançada o malaltia. Cuca, el vell i el gos viatgen moltes nits pel camp abans de parar sota un gran arbre de fulles rosades. A la llunyania, Cuca veu el seu pare viatjant a la part posterior d'un camió. Deixa la maleta al vell i segueix la carretera principal.
Arriba a una fàbrica on els treballadors baten el cotó en teixit a l'uníson robòtic. Al final del dia, Cuca agafa un autobús cap a una ciutat bruta i s'acaba quedant amb un jove treballador de la fàbrica que més tard es revela que és el líder de la desfilada amb un ponxo d'arc de Sant Martí. Al matí, Cuca i el jove arriben al mercat on el jove fa de músic de carrer per guanyar més diners. Mentre juga amb un calidoscopi, Cuca acaba en una barcassa on aprèn que els teixits es porten a una ciutat utòpica futurista que flota sobre l'oceà. Els teixits es converteixen en roba i es tornen a empaquetar fora de la vista a la part fosca de la ciutat, abans de ser enviats de tornada i venuts a la bruta ciutat. Es retroba amb el jove i els dos es colen a la fàbrica on el jove fa un ponxo d'arc de Sant Martí. Veuen que el gerent de la fàbrica fa un tracte amb un estrany home de negocis per substituir els treballadors per una gran màquina automatitzada. El jove i la resta de treballadors són acomiadats però arriba un camió que els porta a treballar als camps de cotó.
Mentre tornen a la ciutat, Cuca i el jove són aturats en el trànsit per la desfilada. Cuca veu de sobte el tren on va venir el seu pare i, amb la bicicleta del jove, arriba a l'estació per a saludar-lo. Cuca es sorprèn de veure que diversos pares semblen iguals i tots van venir a la ciutat amb un propòsit similar. La desfilada és aturada per la força per l'exèrcit de la ciutat (representada per un ocell de l'arc de Sant Martí gegant que és derrotat en combat per un ocell negre militar) i parts de la ciutat es troben en ruïna. Cuca és testimoni dels infants dels barris marginals que s'armen amb armes primitives i es preparen per iniciar una rebel·lió. El jove ho observa des d'un turó fet d'escombraries.
Cuca torna corrents a casa on veu com diverses màquines s'apoderen del camp (entretallades amb imatges en directe de desforestacions i fortes emissions de diòxid de carboni). Arriba de nou a l'arbre de fulles rosades on es revela que el vell és en realitat una Cuca més gran i que l'arbre es troba fora de la seva casa d'infantesa ara en ruïnes. En un flashback, el jove, que també és Cuca, es veu sortint de casa i s'acomiada de la seva mare mentre veu un plançó de fulla rosa. El vell Cuca enganxa la foto d'ell i de la seva família a una paret i es posa el ponxo d'arc de Sant Martí. Mira cap a fora i descobreix que la seva casa d'infantesa abandonada està envoltada de cases noves i pagesos, els fills dels quals continuen jugant i cantant cançons. La pel·lícula acaba amb un últim flashback de Cuca i els seus pares plantant la llavor que es convertirà en l'arbre de fulles rosades a mesura que la pantalla s'esvaeix a blanc.

## Intèrprets
- Vinicius Garcia: Cuca (Menino)
- Felipe Zilse: el Jove (Jovem) / Veus addicionals
- Alê Abreu: el Vell (Velho)
- Lu Horta: Cuca mare (Mãe)
- Marco Aurélio Campos: Cuca pare (Pai)
- Cassius Romero: el Gos (Cachorro)

## Premis
- L'estrena mundial de la pel·lícula va tenir lloc al Festival Internacional d'Animació d'Ottawa[4] on va guanyar una Menció d'Honor de la millor pel·lícula d'animació.[5]

- Menció honorífica al Festival Internacional de Cinema de Rio de Janeiro.

- Premi de la Joventut a la Mostra Internacional de Cinema de São Paulo.[6]

- Premi de la millor pel·lícula al Festival de Cinema d'Animação de Lisboa.[7]

- Premi Cristal de llargmetratge, i pel·lícula preferida pel públic al Festival Internacional de Cinema d'Animació d'Annecy de 2014.[8]

- Gran Premi al Festival Mundial de Cinema d'Animació de Zagreb de 2015.[9]

- Premi a la Millor pel·lícula d'animació independent als 43è Premis Annie de 2016, a Los Angeles.[10]